# Кухмістерська слобідка
Кухмі́стерська слобі́дка — колишнє село, територію якого поглинув київський житловий масив Березняки. З грудня 1923 року увійшло до складу території Києва, повністю знесене у 1960-х роках під час побудови житлового масиву.

## Географія
Засновано на лівому березі Дніпра на початку XVIII століття у складі Гоголівської сотні Київського полку Гетьманщини. Одне з перших згадок — 1720 року, у грамоті Петра І Києво-Печерській лаврі.

## Історія
З часу заснування — власність Києво-Печерської Лаври. Назва — від «кухмістер», розташованих тут лаврських кухонь (німецьке «Küchenmeister» — кухар). Збудована з метою обслуговування українських та московських військ, які брали участь у зведенні Старої Печерської фортеці (з 1706 року). Село забрано у Лаври російським урядом під час погромів монастирського життя у Російській імперії (1786 рік). Після секуляризації церковних земель у володінні монастиря залишилося тільки озеро Тельбін, земля ж перейшла в державну власність. Для ведення сільського господарства ці території не годилися, в першу чергу тому, що перебували в заплаві Дніпра і регулярно зазнавали затоплень під час паводків.
Згодом недалеко від Кухмістерської Слобідки пройшла гілка відкритої в 1868 році Києво-Курської залізниці. У 1880-1890-і роки слобідка стає одним з центрів промислового розвитку київського лівобережжя. Тут було відкрито два лісопильних заводи та склади з продажу деревини. Заводи були зруйновані під час Громадянської війни, в 1924 році один з них відновили, перейменували в «Будшлях» і підпорядкували Всеукраїнській спілці споживчої селянської кооперації. Свої функції він виконував аж до кінця 1930-х років.
У слободі існувала парафіяльна церква Різдва Богородиці. У 1936 році комуністи закрили церкву. 1941 року церкву відкрила німецька влада — на прохання селян. Церкву було спалено восени 1943 р. Поблизу від зруйнованої церкви 1999 року зведено однойменну — Різдва Богородиці. Парафія УПЦ МП, веде свою історію від церкви Різдва Богородиці на Кухмістерській слобідці.
В середині 1920-х років населення Кухмістерської Слобідки становило 977 осіб, тут працювала школа № 89. Перед Другою світовою війною в Кухмістерська Слобідка жили вже 1771 мешканців. На німецькому плані Києва 1941 року в цьому районі показані п'ять вулиць — Червоний шлях, Комсомольська, Пролетарська, Жовтнева та Карла Маркса. Позначено тут і тартак. На більш точній німецькій карті 1943 року, крім Кухмістерської Слобідки, за озером Тельбін позначений також хутір Зательбін Березняк. Карта зафіксувала 7 вулиць — Базарна, Канівська, Кухмістерський Приплав, Кухмістерський Шлях, Трипільська, Трипільський пров., Юрія Федьковича.
Село постраждало внаслідок голоду 1923—1933 та 1946—1947 років, зазнало значних руйнувань під час німецько-радянської війни з огляду на розташованість безпосередньо коло Дніпра — ключової лінії оборони німецької армії восени 1943 року.
Але вже в 1951 році її населення становило 1420 осіб, хоча перші роки люди жили в землянках. Переважно більшість людей мешкали у відбудованих індивідуальних будинках, але у селищі було і 10 відомчих двоповерхівок.
До середини 1960-х років, до початку будівництва масиву і тотального перепланування місцевості, крім відбудованих малоповерхових житлових будинків, тут функціонували завод залізобетонних виробів, спортивна база Палацу піонерів і пост Дніпровського пароплавства.
Кухмістерська Слобідка і невеличкий хутір Зательбін Березняк розділяло озеро Тельбін. Колись на східному березі озера був великий березовий гай, від нього хутір і отримав своє ім'я. Щоправда, в деяких джерелах населений пункт фігурував як Печерська слобода. Саме це селище, що в 1883 році налічувало всього п'ять дворів, дало назву майбутньому масиву-гіганту. На березі озера Тельбін, що утворює невеликий півострів, розташовувалося місцеве кладовище. Перед масштабним будівництвом іменні поховання перенесли на Дарницьке кладовище, а ті поховання, за якими давно не доглядали, варварські знищили.
У 1967 році з південного боку проспекту Возз'єднання почалося будівництво нового житлового масиву Березняки. Для захисту від розливів Дніпра методом гідронамиву тутешній рельєф був підвищений на 5 метрів. Стару забудову зносили поетапно . У 1965—1967 роках було знесено усю північну частину Кухмістерської Слобідки та хутора Березняк (8 вулиць та 1 провулок). Південну частину слобідки та хутора Березняк було знесено у 1968—1970 роках. Старі вулиці було офіційно ліквідовано 1971 року (8 вулиць та 4 провулки). Останній житловий будинок Кухмістерської Слобідки — гуртожиток працівників МВС (підрозділи, що спочатку охороняли міст Патона), було знесено в 2009 році. Двоповерховий будинок знаходився між вулицею Івана Миколайчука і проспектом Соборності (адреса Івана Миколайчука, 2-3).
Під час будівництва житлового масиву Березняки повністю зруйновано гідросистему Кухмістерської слобідки, зокрема, радикально переплановано берегову лінію озера Тельбин та засипано низку невеличких, але знакових річок (зокрема, Бабина річка).

### Корінні прізвища
Мешканці Слобідки видавали заміж дівчат у навколишні села, а також брали приймаків з Позняків та Русанівки.
Поширені прізвища: Колоша, Просяник, Рябоштан, Мельниченко, Радченко (по вуличному Зіваки), Гуріненко, Ярмоленко, " Частина мешканців Кухмістерської слобідки після знесення села переселилися до села Позняки (тепер житловий масив Позняки) та Червоного хутора, де живуть і досі народжені у Кухмістерській слобідці.